# José de la Revilla Gironza
José de la Revilla Gironza (Burgos, 19 de març de 1796 - Madrid, 29 de desembre de 1859), crític literari i escriptor espanyol, pare del també crític Manuel de la Revilla.

## Biografia
Els seus pares van ser Francisco de la Revilla (natural de Santurtzi, Biscaia) i María Gironza (de Saragossa), però van morir quan era encara molt nen i es va criar amb un afrancesat, el seu oncle Manuel de Tramarría, director de l'institut madrileny de Noviciado, per la qual cosa ha de marxar a l'exili a França abandonant-lo. Amb prou feines va acabar Filosofia als Reials Estudis de San Isidro i va demanar Ferran VII un lloc en l'Administració pública, que va obtenir en la forma d'una plaça d'escrivà en la Comptaduria del Gran Priorat de Sant Joan el 12 d'octubre de 1815; així inicia una carrera de trenta anys com a funcionari públic.
Es compromet amb la causa liberal de Rafael del Riego i és reclutat com a milicià de l'exèrcit defensor de la Constitució que defensa Cadis de la Santa Aliança; això li va suposar ser apartat de l'Administració durant anys. Subsisteix del seu treball intel·lectual i és nomenat individu de nombre de la Real Academia Sevillana de Buenas Letras i el 18 de febrer de 1836 entra en l'Acadèmia Espanyola com a individu honorari, per ser nomenat el 9 de febrer de 1837 supernumerari. Aquest mateix any 1837 i el següent imparteix lliçons sobre literatura espanyola a l'Ateneo Científico y Literario de Madrid. En 1838 és readmès en l'administració pública i nomenat Secretari Comptador i Conservador de Màquines del Conservatori d'Arts. Entre 1838 i 1840 escriu crítica literària i teatral en el Semanario Pintoresco (esbós de l'actor Isidoro Máiquez, una biografia de Moratín, una altra de Cervantes, una crítica de la reedició de les obres de Quevedo, una biografia de Francisco Sánchez Barbero i articles sobre La Celestina i Alain René Lesage, entre altres). En 1840 és nomenat catedràtic de Literatura espanyola en el Conservatori de Música i Declamació, i el 23 de novembre és ascendit a Oficial primer de la classe de segons de la Secretaria de la Direcció general d'Estudis. En 1843 imprimeix una edició de la Historia de la conquista de México, población y progresos de la América septentrional, conocida por el nombre de Nueva España de l'escriptor barroc Antonio de Solís; li afegeix nombroses notes, un pròleg i la Vida de Don Antonio de Solís del ilustrado Gregori Maians i Siscar, i li agrega com a apèndix un Resumen histórico de la conquista de la Nueva España, desde la rendición de México hasta el fallecimiento de Hernán Cortés escrit totalment per ell. Reimprimirà el llibre en 1858 amb pocs canvis.
El 28 d'agost de 1844 va ser ascendit a Oficial quart de la classe de segons de la Secretaria del Ministeri de la Governació; es converteix en protector de Julián Sanz del Río i és ell qui li dona suport perquè vagi pensionat a Europa i gràcies a ell entra en contacte amb el krausisme belga i després amb l'alemany. Intervé a l'any següent juntament amb el Ministre Pedro José Pidal y Carniado –marquès de Molíns–, el futur Director general d'Instrucció pública Antonio Gil de Zárate i l'Oficial Pedro Juan Guillén en la creació d'un pla d'estudis que reforma els estudis universitaris del que avui es denominen "humanitats", l'anomenat "pla de 1845". El 14 de desembre d'aquest mateix any es casa amb María del Carmen Moreno Rodó i publica la seva tercera obra important: Vida artística de Isidoro Máiquez, primer actor de los teatros de Madrid. En 1846 neix el seu únic fill Manuel de la Revilla.
L'11 de març de 1847 ascendeix a Oficial primer de la classe de tercers del Ministeri de Comerç, Instrucció i Obres públiques, per ser ascendit el 21 d'octubre a Oficial segon. A l'any següent (1848), rep un nou reconeixement en ser nomenat Comanador de l'Orde de Carles III. En 1850 és ja Oficial segon de la classe de primers i el 12 de desembre de 1851 és nomenat Cap de Secció del Ministeri de Gracia i Justícia, on havia estat adscrita la Direcció general d'Instrucció pública. Amb la revolució de 1854 va caure en desgràcia, però no va arribar a ser cessat, i el 12 de maig es va crear per a ell una plaça d'Inspector dels establiments d'ensenyament del regne i va ser nomenat Vocal del Real Consell d'Instrucció pública.
Va ser estudiat pels biògrafs Nicomedes Pastor Díaz, Eugenio de Ochoa i Manuel Ovilo y Otero.

## Obres
- Juicio crítico de D. Leandro Fernández de Moratín como autor cómico, y comparación de su mérito con el del célebre Molière. Memoria premio de la Real Academia Sevillana de Buenas Letras el 6 de enero de 1833. (Sevilla, Hidalgo y Compañía, 1833)
- "Disertación sobre el Romanticismo", en Memorias de la Real Academia Sevillana de Buenas Letras, 2 (1843), pp. 1–24.
- Resumen histórico de la conquista de la Nueva España, desde la rendición de México hasta el fallecimiento de Hernán Cortés
- Vida artística de Isidoro Máiquez, primer actor de los teatros de Madrid (Madrid, Miguel de Burgos, 1845 y Madrid, Medina y Navarro, 1874).
- Edición de Antonio de Solís, Historia de la conquista de México, población y progresos de la América septentrional, conocida por el nombre de Nueva España. Madrid, Denné Hidalgo, 1858
- Breve reseña del estado presente de la Instrucción pública en España con especial atención a los estudios de filosofía (Madrid, Eusebio Aguado, 1854)

## Font
- Revilla Moreno, Manuel de la: “Apuntes biográficos de D. José de la Revilla”, en Revilla Gironza, José de la: Vida artística de Isidoro Máiquez, primer actor de los teatros de Madrid. Madrid, Medina y Navarro, 1874.